# هنری سیمور کانوی
هنری سیمور کانوی (انگلیسی: Henry Seymour Conway؛ ۱۷۲۱ – ۹ ژوئیه ۱۷۹۵) سیاستمدار و پرسنل نظامی اهل پادشاهی بریتانیای کبیر بود.